# Kerk van Jheringsfehn
De Kerk van Jheringsfehn (Duits: Jheringsfehner Kirche) is een luthers kerkgebouw in Jheringsfehn, een Ortsteil van de Oost-Friese gemeente Moormerland.  De kerk werd op 21 maart 1864 plechtig ingewijd.

## Geschiedenis
Na de stichting van het veendorp Boekzetelerfehn in 1647 volgde de stichting van Jehringsfehn in 1660. Op 13 maart 1826 besloten beide plaatsen samen met het dorp Jheringsbeek tot de oprichting van een gezamenlijke kerk. Het duurde echter nog 40 jaar vooraleer men het over de locatie van de kerk eens kon worden. Pas toen werd er begonnen met de bouw van een eenvoudige bakstenen kerk met een ingesnoerde apsis. Op 21 maart 1864 werd het godshuis plechtig in gebruik genomen.
De Johanneskerk werd in de neoromaanse stijl gebouwd. De zuidelijke toegang is voor de inwoners van Jheringsfehn voorbehouden en van een kleine voorbouw voorzien. De gemeenteleden van Boekzetelerfehn gaan via de westelijke toren ter kerke.

## Inventaris
Het interieur wordt door een blauw balkenplafond overspannen. De kerkbanken, het altaar, de kansel en het orgel stammen uit de bouwtijd van de kerk. In 1865 bouwde Gerd Sieben Janssen met vooralsnog 8 registers het orgel voor de kerk. In 1961 en 1991 vergrote Alfred Führer uit Wilhelmshaven het orgel tot nu 15 registers verdeeld over twee manualen en pedaal. De oude orgelkas en enkele registers bleven oorspronkelijk. De messing kroonluchters werden door gemeenteleden geschonken, wier namen staan ingegraveerd. Het kleurrijke raam werd in het kader van de 50-jarig jubileum van de inwijding geschonken en in het midden van de noordelijke kant geplaatst.

## Afbeeldingen

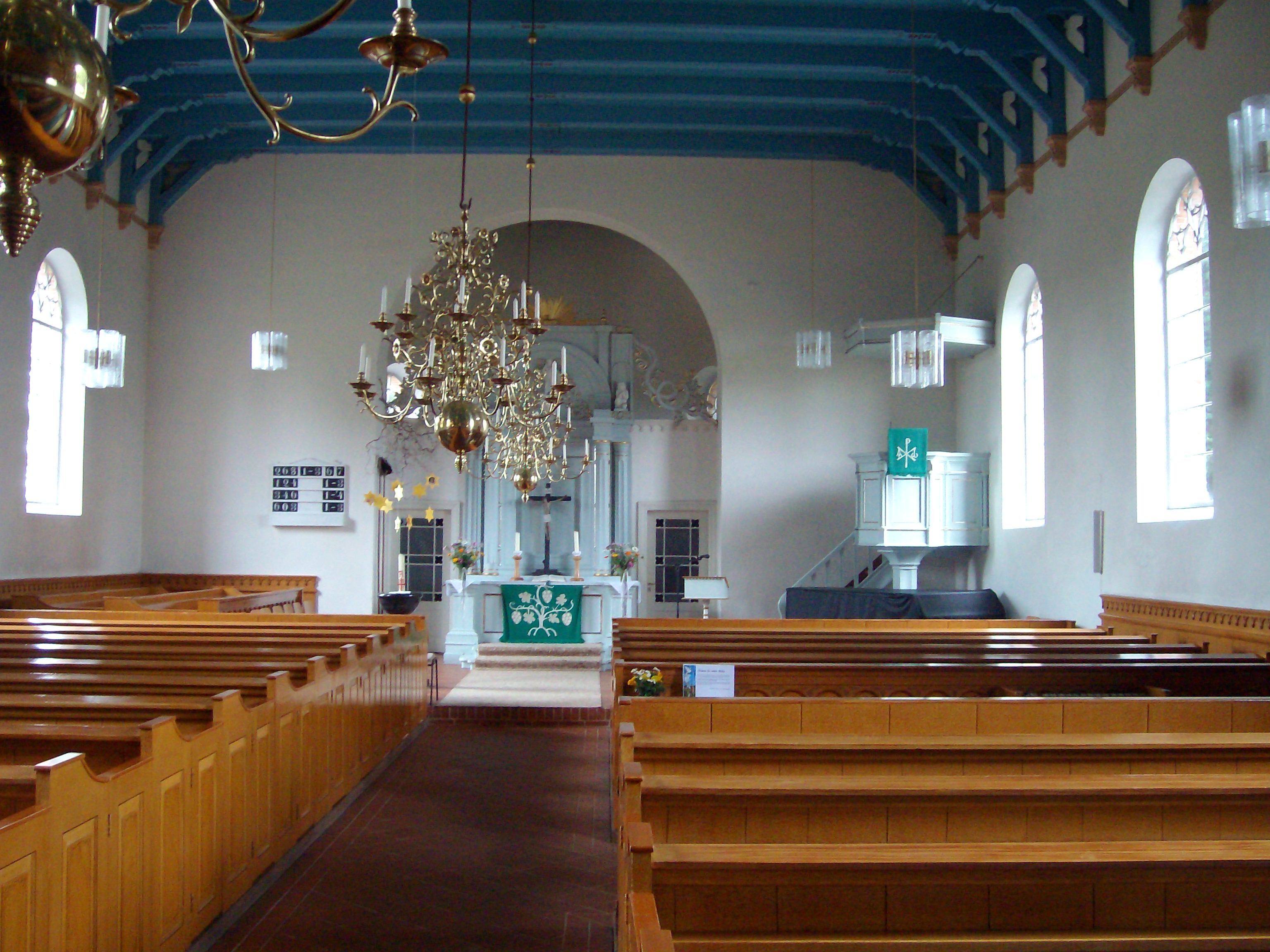
Interieur
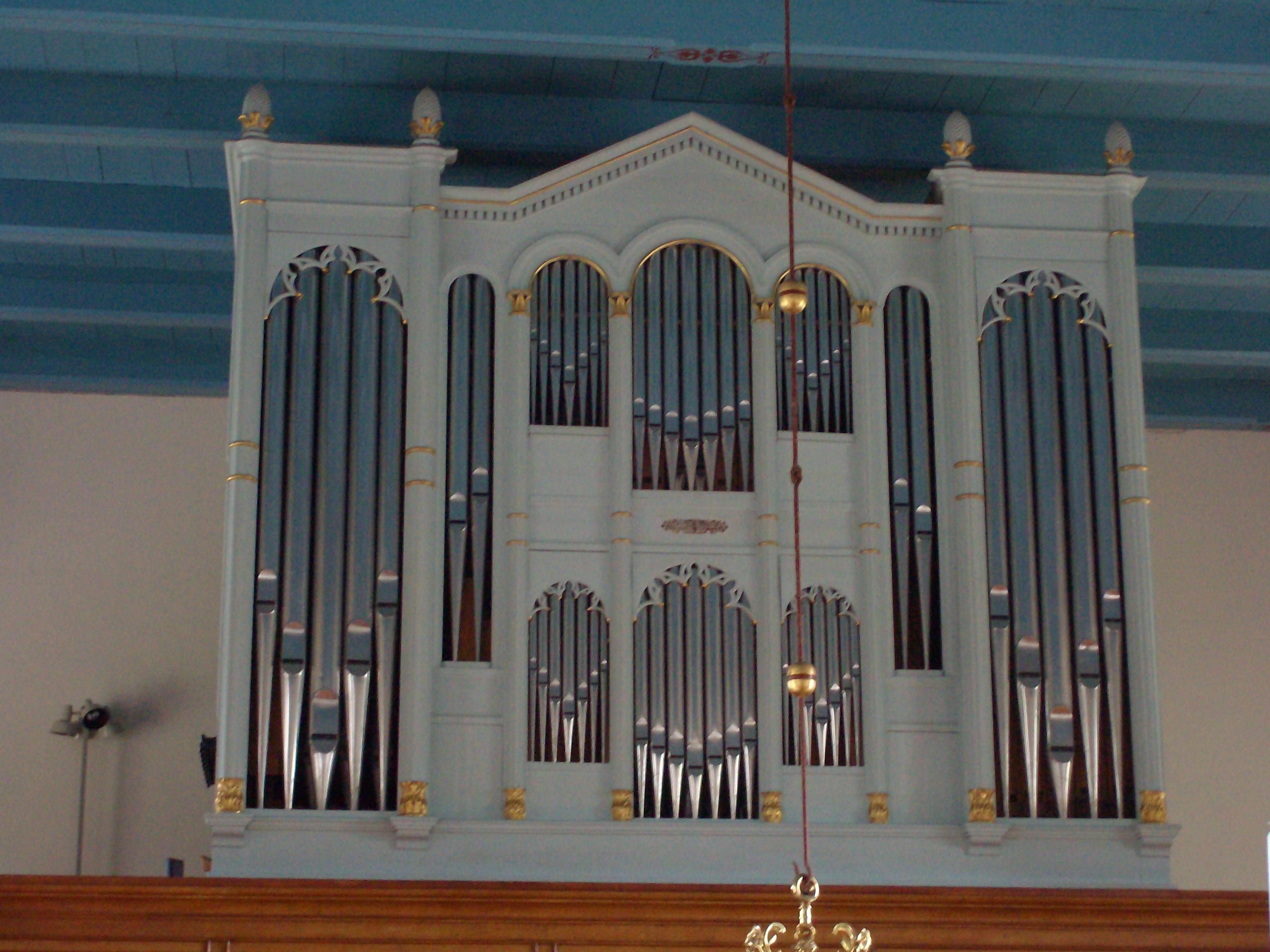
Orgel
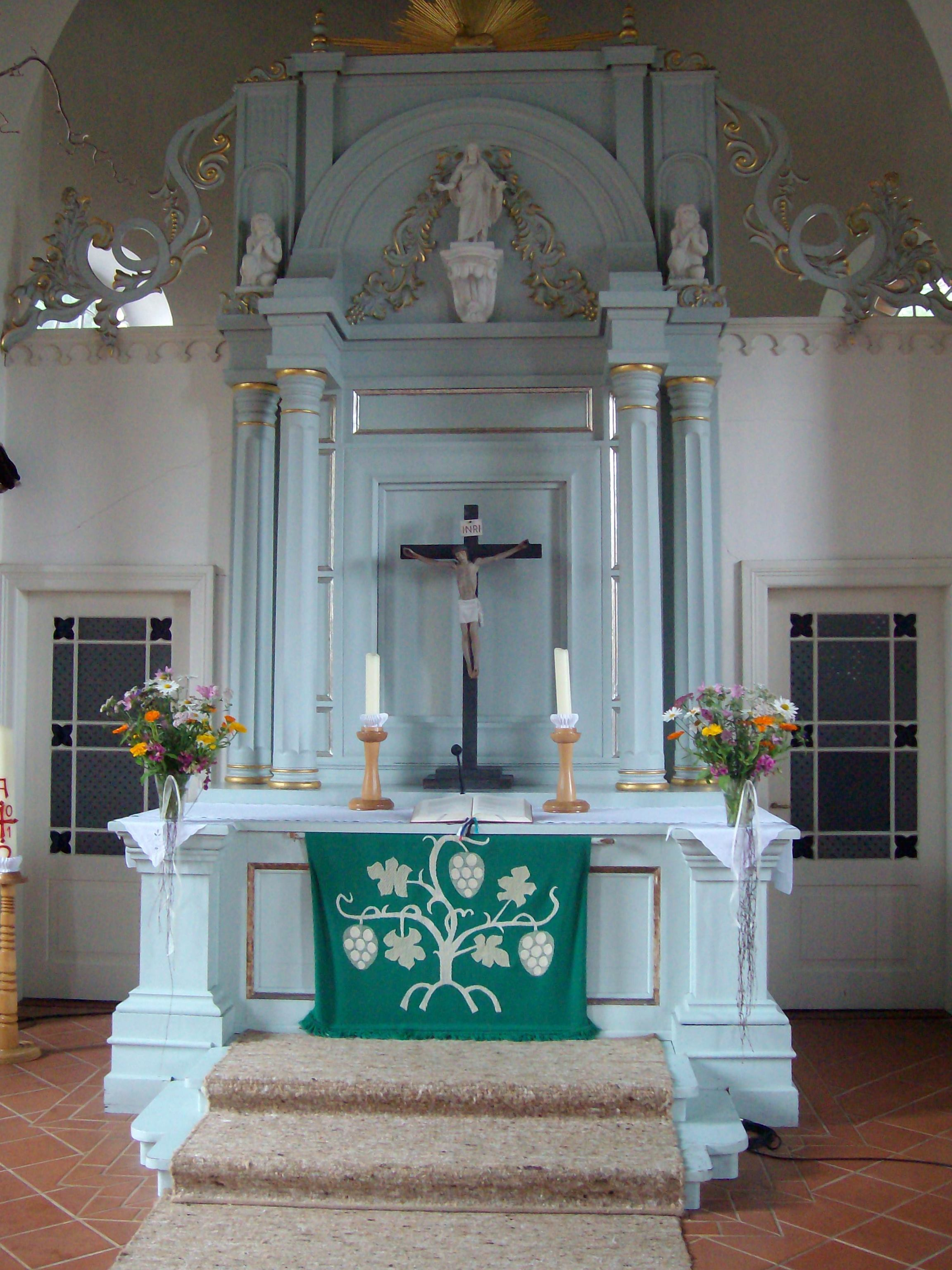
Altaar